# Skate Canada International de 1994
O Skate Canada International de 1994 foi a vigésima primeira edição do Skate Canada International, um evento anual de patinação artística no gelo organizado pelo Skate Canada. A competição foi disputada na cidade de Red Deer, Alberta, Canadá.

## Eventos
- Individual masculino
- Individual feminino
- Duplas
- Dança no gelo
- Interpretativo masculino

## Medalhistas
| Evento                            | Ouro                                      | Prata                                            | Bronze                                     |
| Individual masculino detalhes     | Elvis Stojko · Canadá                     | Michael Shmerkin · Israel                        | Sébastien Britten · Canadá                 |
| Individual feminino detalhes      | Krisztina Czakó · Hungria                 | Laetitia Hubert · França                         | Jessica Mills · Estados Unidos             |
| Duplas detalhes                   | Kristy Sargeant · Kris Wirtz · Canadá     | Elena Berezhnaya · Oleg Shliakhov · Letônia      | Sarah Abitbol · Stéphane Bernadis · França |
| Dança no gelo detalhes            | Shae-Lynn Bourne · Victor Kraatz · Canadá | Margarita Drobiazko · Povilas Vanagas · Lituânia | Renée Roca · Gorsha Sur · Estados Unidos   |
| Interpretativo masculino detalhes | Daniel Weiss · Alemanha                   | David Liu · Taipé Chinês                         | Henrik Walentin · Dinamarca                |

## Resultados

### Individual masculino
| Pos.              | Nome              | Nacionalidade |
| ----------------- | ----------------- | ------------- |
| Medalha de ouro   | Elvis Stojko      | Canadá        |
| Medalha de prata  | Michael Shmerkin  | Israel        |
| Medalha de bronze | Sébastien Britten | Canadá        |
| 4                 |                   |               |
| 5                 |                   |               |
| 6                 |                   |               |
| 7                 |                   |               |
| 8                 |                   |               |
| 9                 |                   |               |
| 10                | Jeffrey Langdon   | Canadá        |
| ...               |                   |               |

### Individual feminino
| Pos.              | Nome              | Nacionalidade  |
| ----------------- | ----------------- | -------------- |
| Medalha de ouro   | Krisztina Czakó   | Hungria        |
| Medalha de prata  | Laetitia Hubert   | França         |
| Medalha de bronze | Jessica Mills     | Estados Unidos |
| 4                 |                   |                |
| 5                 | Angela Derochie   | Canadá         |
| 6                 | Jennifer Robinson | Canadá         |
| ...               |                   |                |

### Duplas
| Pos.              | Nome                                 | Nacionalidade  |
| ----------------- | ------------------------------------ | -------------- |
| Medalha de ouro   | Kristy Sargeant / Kris Wirtz         | Canadá         |
| Medalha de prata  | Elena Berezhnaya / Oleg Shliakhov    | Letônia        |
| Medalha de bronze | Sarah Abitbol / Stéphane Bernadis    | França         |
| 4                 | Elena Belousovskaya / Sergei Potalov | Ucrânia        |
| 5                 | Danielle McGrath / Stephen Carr      | Austrália      |
| 6                 | Lesley Rogers / Michael Aldred       | Reino Unido    |
| 7                 | Cheryl Marker / Todd Price           | Estados Unidos |
| ...               |                                      |                |

### Dança no gelo
| Pos.              | Nome                                  | Nacionalidade  |
| ----------------- | ------------------------------------- | -------------- |
| Medalha de ouro   | Shae-Lynn Bourne / Victor Kraatz      | Canadá         |
| Medalha de prata  | Margarita Drobiazko / Povilas Vanagas | Lituânia       |
| Medalha de bronze | Renée Roca / Gorsha Sur               | Estados Unidos |
| 4                 |                                       |                |
| 5                 | Jennifer Boyce / Michel Brunet        | Canadá         |
| ...               |                                       |                |

### Interpretativo masculino
| Pos.              | Nome            | Nacionalidade |
| ----------------- | --------------- | ------------- |
| Medalha de ouro   | Daniel Weiss    | Alemanha      |
| Medalha de prata  | David Liu       | Taipé Chinesa |
| Medalha de bronze | Henrik Walentin | Dinamarca     |
| 4                 | Matthew Hall    | Canadá        |
| ...               |                 |               |

## Quadro de medalhas
| Ordem | País           | Medalha de ouro | Medalha de prata | Medalha de bronze |    | Ordem por total |
| ----- | -------------- | --------------- | ---------------- | ----------------- | -- | --------------- |
| 1     | Canadá         | 3               |                  | 1                 | 4  | 1               |
| 2     | Alemanha       | 1               |                  |                   | 1  | 4               |
| 2     | Hungria        | 1               |                  |                   | 1  | 4               |
| 4     | França         |                 | 1                | 1                 | 2  | 2               |
| 5     | Israel         |                 | 1                |                   | 1  | 4               |
| 5     | Letônia        |                 | 1                |                   | 1  | 4               |
| 5     | Lituânia       |                 | 1                |                   | 1  | 4               |
| 5     | Taipé Chinês   |                 | 1                |                   | 1  | 4               |
| 9     | Estados Unidos |                 |                  | 2                 | 2  | 2               |
| 10    | Dinamarca      |                 |                  | 1                 | 1  | 4               |
| TOTAL | TOTAL          | 5               | 5                | 5                 | 15 | —               |